# Farwell (Minnesota)
Farwell – miasto w Stanach Zjednoczonych, w stanie Minnesota, w hrabstwie Pope.